# Tranby
Tranby is een plaats in de Noorse gemeente Lier, provincie Buskerud.
Tranby met Hennummarka telt 5580 inwoners (2007) en heeft een oppervlakte van 2,36 km². Tranby ligt ongeveer op 25 minuten rijden vanaf het zuidwesten vanuit Oslo en 10 minuten rijden vanaf het noorden vanuit Drammen. Het dorp bestaat voornamelijk uit drie woonwijken die in een halve cirkel rond een klein bosgebied liggen. Tranby maakt deel uit van een groot stedelijk gebied waar het dorp Hennummarka ook in ligt.

## Geboren
- Jørgen Nordhagen (2005), wielrenner